# Felsőlajos
Felsőlajos es un pueblo ubicado en el distrito de Kecskemét, en el condado de Bács-Kiskun, Hungría.

## Superficie
Posee una superficie de 11,41 kilómetros cuadrados.

## Demografía
Hasta 2019 la población era de 885 habitantes, con una densidad de población de 77,56 habitantes por kilómetro cuadrado.